# Noel Sickles
Noel Douglas Sickles (* 24. Januar 1910 in Chillicothe, Ohio; † 3. Oktober 1982 in Tucson, Arizona) war ein US-amerikanischer Comiczeichner, Illustrator und Cartoonist. Bekannt wurde er durch den Comicstrip Scorchy Smith.

## Leben
Sickles begann seine Karriere als politischer Cartoonist für das Ohio State Journal in den späten 1920er Jahren, bevor er 1933 eine Anstellung bei Associated Press erhielt. Da der Schöpfer des Luftfahrt-Comics Scorchy Smith, John Terry, erkrankt war, bot man Sickles die Möglichkeit an, unter Terrys Namen den Comic fortzusetzen. Nach dessen Tod im Jahr 1934 durfte er die Serie fortführen und mit eigenem Namen unterzeichnen. 1936 gab er das Comiczeichnen auf und wurde Illustrator, nachdem man seinen Forderungen nach einer massiven Gehaltserhöhung nicht nachgekommen war. Scorchy Smith wurde danach von Bert Christman übernommen.
Sickles und Milton Caniff teilten sich für zwei Jahre ein Studio und unterstützten sich gegenseitig bei ihren Arbeiten. Laut Andreas C. Knigge hatte Sickles „entscheidenden Einfluß auf den Stil der amerikanischen Abenteuerstrips“. Auch Franco Fossati bescheinigt ihm in Das grosse illustrierte Ehapa-Comic-Lexikon, dass er „sehr viele spätere Zeichner beeinflußt“ habe.